# Paracardiophorus leprieuri
Paracardiophorus leprieuri là một loài bọ cánh cứng trong họ Elateridae. Loài này được Pic miêu tả khoa học năm 1902.